# Serapio Calderón
Serapio Calderón Lazo de la Vega (Paucartambo, 14 de septiembre de 1843-Cuzco, 3 de abril de 1922) fue un abogado y político peruano, que ocupó la Presidencia de su país durante un breve periodo en 1904, luego del fallecimiento del presidente Manuel Candamo. Cumplió con la tarea de convocar a elecciones presidenciales, en las que resultó elegido José Pardo y Barreda.

## Biografía
Hijo de Mariano A. Calderón y de Manuela Beatriz Chirinos o Lazo de la Vega. Inició sus estudios en su pueblo natal y los continuó en el Cuzco, en el seminario conciliar de San Jerónimo y en la Universidad de San Antonio Abad. En esta última optó sucesivamente los grados de bachiller (9 de marzo de 1865), licenciado (22 de septiembre de 1866) y doctor en Jurisprudencia, con las siguientes tesis: 
- «La soberanía reside en el pueblo y sólo cuando emana de él es legítimo el poder».
- «Los fallos judiciales deben ser motivados».
- «La pesquisa legal de la paternidad fuera del matrimonio jamás puede producir convicción en el juez».

En 1868 optó el título de abogado y en 1872 accedió al cargo de secretario de la prefectura del departamento del Cuzco. Fue elegido diputado por la provincia de Canas, cargo que ejerció de  1872 a 1879, perteneciendo al grupo llamado de «los chilenos», es decir, a la mayoría que apoyó al gobierno civilista de Manuel Pardo. A pesar de estar afiliado al Partido Civil desde su fundación, su desempeño fue más profesional que político. Asimismo, regentó las cátedras de Derecho Natural, Constitucional y de Gentes en la Universidad de San Antonio Abad, entre 1872 y 1890. 
En el campo de la magistratura, fue nombrado vocal de la Corte Superior de Justicia en 1886; también fue Prefecto del Cuzco en 1890 y rector de la Universidad de San Antonio Abad del 7 de enero de 1892 al 16 de septiembre de 1896. 
En las elecciones presidenciales de 1903 que llevaron a la presidencia a Manuel Candamo fue elegido segundo vicepresidente de la República. El primer vicepresidente, Lino Alarco, falleció antes de ser investido como tal. Calderón se encargó del poder ejecutivo el día 18 de abril, cuando el presidente Candamo viajó a la ciudad de Arequipa para reponer su salud. Cuando Candamo falleció el 7 de mayo de 1904, Calderón asumió plenamente el poder, con el encargo de convocar elecciones presidenciales.

## Presidencia de la República

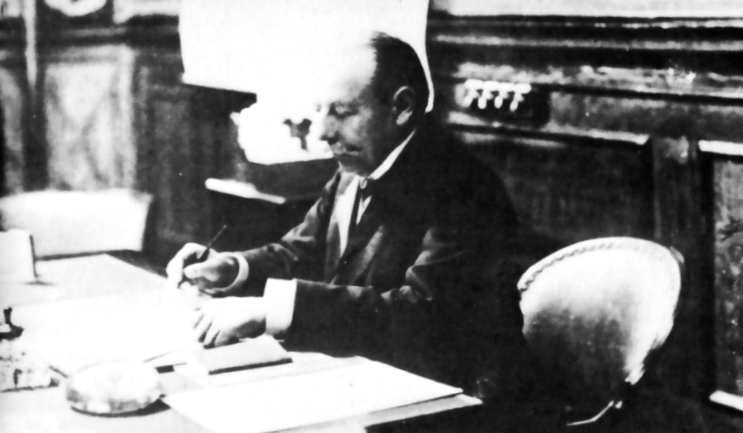
Don Serapio Calderón, en su despacho.

El 14 de mayo de 1904, ansioso de tener a su lado a un vocal de la Corte Suprema, Serapio Calderón nombró presidente del Consejo y Ministro de Relaciones Exteriores a Alberto Elmore, en reemplazo del joven civilista José Pardo y Barreda, quien se dedicó de lleno a su postulación a la presidencia. Además de Elmore, solo hubo dos ministros nuevos: el ingeniero José Balta Paz, director de Fomento, en la cartera del ramo y Juan José Reinoso, funcionario de Aduanas, en la de Hacienda. Continuaron el resto de los integrantes del anterior gabinete Pardo: Juan de Dios de la Quintana (Gobierno); Francisco J. Eguiguren (Justicia) y el coronel Pedro C. Muñiz (Guerra). 
Dando cumplimiento a la Constitución, Calderón convocó de inmediato a elecciones. Los partidos Demócrata y Liberal apoyaron la candidatura de Nicolás de Piérola, y los partidos Civil y Constitucional (aliados con la Unión Cívica) lanzaron al civilista José Pardo y Barreda, quien finalmente resultó vencedor. Tras entregar el poder a Pardo el 24 de septiembre de 1904, retornó a Cuzco para continuar su labor como vocal de la Corte Superior.